# Homalopoma sangarense
Homalopoma sangarense is een slakkensoort uit de familie van de Colloniidae. De wetenschappelijke naam van de soort is voor het eerst geldig gepubliceerd in 1861 door Schrenck.